# .308 Winchester
Il .308 Winchester è un calibro per fucile, di fabbricazione USA, molto utilizzato nella caccia ad animali di taglia medio-grande.

## Storia
Venne sviluppata dalla Winchester ricavandola dalla versione militare denominata progetto T65; essa è uscita sul mercato civile nel 1952 con la denominazione .308 e solo successivamente una variante del progetto T65 è stata  inserita nel 1954 tra i munizionamenti standard NATO, la 7,62 × 51 mm.
La versione civile (.308) è molto simile alla sorella militare anche se con pressioni leggermente maggiori, per cui mentre è sicuro esplodere un 7,62 × 51 mm NATO in un fucile camerato per il .308 Winchester, l'inverso potrebbe portare a pensare che, in tal caso, si palesino problemi di sicurezza. Tuttavia, tali elucubrazioni sono più "voci di popolo" che realtà scientifiche.
Il .308 raggiunge i 62.000 PSI se misurato con una serie di regole, che sono quelle del SAAMI statunitense, mentre il 7,62×51 viene misurato secondo quelle dell'esercito americano, totalmente diverse e molto più "antiche" (tali cartucce inoltre hanno un limite standardizzato massimo di 50.000 PSI)
Tuttavia misurando con lo stesso protocollo le due cartucce troveremmo una sostanziale equivalenza, con soli 2000 PSI di differenza (60.000 per il 7,62×51 e 62.000 per il .308)

## Denominazioni alternative
Il 308 Winchester è conosciuto anche come 7,62 × 51 mm, nome usato per le munizioni in dotazione alla NATO non detenibili in Italia dai civili se traccianti, perforanti, incendiarie ecc. Tuttavia in commercio si trovano cartucce chiamate indifferentemente con l'uno o l'altro nome ed a volte le scatole riportano entrambe le dizioni. Ciò ha causato disguidi legali a persone che sono state processate per detenzione di munizioni da guerra, fino a che la cassazione ha stabilito che le scritte sono ininfluenti sulla classificazione della munizione.